# Antoinette, baronka z Massy
Princezna Antoinette Monacká, baronka z Massy (Antoinette Louise Alberte Suzanne de Grimaldi; 28. prosince 1920 – 18. března 2011) byla starší sestra bývalého monackého knížete Rainiera III. a teta současného knížete Alberta II. Jejími rodiči byli Pierre de Polignac a Charlotte Monacká.

## Životopis
Princezna Antoinette měla dlouhodobý vztah s monackým tenistou Alexandrem-Athenasem Noghèsem, se kterým má tři děti:
- Elisabeth-Anne de Massy (3. července 1947 – 10. června 2020)
- Christian Louis de Massy (* 1949)
- Christine Alix de Massy (1951–1989)

Antoinette a Alexandre se v roce 1951 v Janově vzali a rozvedli se o tři roky později. V témže roce byl Antoinette udělen titul baronky z Massy. Jejím dětem se tak změnilo příjmení z Grimaldi na de Massy.
V roce 1961 se Antoinette vdala za spisovatele Jeana-Charlese Reye, rozvedli se v roce 1973. S ním Antoinette vytvořila plán na sesazení svého bratra z trůnu s tím, že ona by se stala regentkou, protože je matkou člověka, který jednou zdědí monacký trůn. Rozšiřovala také pověsti o tom, že přítelkyně Rainiera III. Gisèle Pascalová je neplodná. To vedlo také k jejich rozchodu.
Rainierův sňatek s Grace Kellyovou v roce 1956 a narození princezny Caroline a prince Alberta zkazily Antoinettiny plány. Kněžna Grace také odstranila Antoinette z knížecího paláce.[zdroj⁠?!] Antoinette a knížecí rodina se od sebe na čas vzdálili, ale později se jejich vztahy opět zlepšily. Jejím třetím mužem se stal v roce 1983 tanečník John Gilpin, zemřel pouhých šest týdnů po svatbě.
Antoinette a její děti ztratily po smrti Rainiera III. díky změně následnických pravidel v roce 2002 svoje místo v následnictví na monacký trůn.
V letech 1972–2008 byla prezidentkou tenisového Monte Carlo Country Clubu.